# Pseudocopicucullia biskrana
Pseudocopicucullia biskrana är en fjärilsart som beskrevs av Charles Oberthür 1918. Pseudocopicucullia biskrana ingår i släktet Pseudocopicucullia och familjen nattflyn. Inga underarter finns listade i Catalogue of Life.